# 小林ゆき
小林 ゆき（こばやし ゆき、1978年2月23日 - 2020年1月）は日本の漫画家。女性。

## 来歴
2000年、「皿荒し」で第59回手塚賞佳作受賞。
2002年、河下水希のアシスタントを経て、『週刊少年ジャンプ』2002年11号より「あっけら貫刃帖」を開始。デビューから1年未満で初連載であったが、同年22･23合併号にて連載終了となった。
2006年、リイド社より創刊された『月刊少年ファング』にて「フール◇フール」で再び連載を持つも、掲載誌の休刊により完結しないまま打ち切り終了となり、単行本も2巻までしか発刊されなかった。
2008年、講談社より創刊された『月刊少年ライバル』にて「絶対博士コーリッシュ」を連載開始。2011年1月号で連載を終了した。
2012年、『月刊少年ライバル』2012年9月号にて「江戸天魔録 春と神」を連載開始。2014年、同誌が2014年7月号にて休刊となり、「江戸天魔録 春と神」は講談社の新雑誌WEBに移籍となった。10月20日更新分で連載を終了した。最終話(12話)は単行本書き下ろし。
2020年、小林が1月に死去したことが友人の瀬上あきらによって公表された。その後は2024年時点でも公式の訃報は発表されておらず、亡くなった日時や死因などの詳細は明かされていない。

## 作品リスト
- 北が丘少年魂（スピリット）（集英社、読切・『赤マルジャンプ』2001 SPRING） - デビュー作。『あっけら貫刃帖 1巻』収録。
- あっけら貫刃帖（集英社） 全2巻
  - あっけら貫刃帖（読切・『週刊少年ジャンプ』2001年41号） - 『あっけら貫刃帖 2巻』収録。
  - あっけら貫刃帖（連載・『週刊少年ジャンプ』2002年11号 - 22･23合併号）
- 電人タロー（集英社、読切・『赤マルジャンプ』2002 SUMMER）
- 脱走屋（エスケーパー）鉄馬（集英社、読切・『赤マルジャンプ2003』SUMMER）
- フール◇フール（リイド社、連載・『月刊少年ファング』2006年9月号 - 2007年9月号） 全3巻（3巻は2014年に電子書籍にて刊行）
- 絶対博士コーリッシュ（講談社、連載・『月刊少年ライバル』2008年5月号 - 2011年1月号） 全8巻
- 江戸天魔録 春と神（講談社、連載・『月刊少年ライバル』2012年9月号 - 2014年7月号→『講談社新雑誌研究所』に移籍 8月19日更新分 - 10月20日更新分）全3巻

## 関連人物

### 師匠
- 河下水希[4] - 代表作『いちご100%』など

### アシスタント
- 藤山海里[6] - 代表作『龍眼 -ドラゴンアイ-』
- 佐々木ミノル[6] - 代表作『中卒労働者から始める高校生活』
- 加藤和恵[6] - 代表作『青の祓魔師』
- ひのでや参吉[7] - 代表作『スプラトゥーン』